# Брижань Сергій Миколайович
Сергій Миколайович Брижань (1 січня 1956, смт. Ситківці Немирівського району Вінницької області — 28 жовтня 2021, Хмельницький) — режисер театру ляльок. Головний режисер Хмельницького академічного обласного театру ляльок, Заслужений діяч мистецтв України. Президент Всеукраїнської громадської організації лялькарів «UNIMA-УКРАЇНА» — національного центру Міжнародної спілки діячів театру ляльок.

## Життєпис
Народився 1 січня 1956 року в смт Ситківці Немирівського району Вінницької області. Дитинство провів в Гайсині Вінницької області, навчався в середній школі №2 з 1963 по 1966 (до переїзду сім'ї до міста Хмельницький). Середню освіту завершив в 1973 році в хмельницької середній школі №17.
У тому ж 1973 році був прийнятий в акторську трупу Хмельницького академічного обласного театру ляльок, де працював сезон 1973–1974 років. З 1974 по 1978 роки — студент Харківського інституту мистецтв ім. І. Котляревського (спеціальність «актор театру ляльок»).
З червня по листопад 1978 року працював актором в Одеському обласному театрі ляльок. Після проходження в 1978-1980 роках строкової служби в Радянській армії — актор Хмельницького академічного обласного театру ляльок (1980-1981).
Наступну вищу освіту здобуває в ЛГИТМіК, де навчався з 1981 по 1986 роки. Отримав спеціальність «режисура драми» зі спеціалізацією «режисура театру ляльок» (клас М.М.Корольова).
У 1986–1989 роках працював режисером-постановником у Рівненському академічному обласному театрі ляльок.
З червня 1989 року на посаді головного режисера у Хмельницькому академічному обласному театрі ляльок.
Президент Всеукраїнської громадської організації лялькарів УНЦМСДТЛ "UNIMA-УКРАЇНА" — українського національного центру Міжнародної спілки діячів театру ляльок «UNIMA».
У 2021 році Сергій Миколайович помер внаслідок важкої хвороби.

## Творча діяльність
Здійснив постановки понад 100 вистав у театрах таких міст: Хмельницький, Рівне, Вінниція, Івано-Франківськ, Чернівці, Чернігів, Львів, Київ, Сімферополь, Полтава, Одеса, Луганськ, Донецьк, Луцьк, Херсон, Миколаїв. А також в Росії — Іваново, Тула, Пермь, Білорусі — Брест, Могильов, Вітебськ, в Польщі — Бендзин, в Литві — Паневежисі, в Словаччині — Кошице.
Серед постановок: «Лоша» М. Шолохова, «Русалонька» Г. Андерсена, «Слоненя» Р. Кіплінга, «Кіт у чоботях» Ш. Перро, «Червоненька квіточка» С. Аксакова, "Красуня і Чудовисько", «Добренький Принц» А. Шмідт, «Сни про Вінні» за А.Мілном, перша в Україні екологічна вистава «Полісяночка» О.Смика, поетичний «Хом'ячок та північний Вітер» за сюжетом Х. Паукша, «Лялькар» Х. Юрковського, «Чарівна зброя Кензо» поетична легенда за японськими народними казками й мотивами п'єси М. Супоніна, романтичний «Чумацький шлях» за ідеєю І. варової, «Тарас» за драматичною поемою Б. Стельмаха, поетичний «Івасик-Телесик», музична казка «Пан Коцький» П.Гірника, С. Брижаня, «Коло-бок», «Котигорошко», "Маленька Чарівниця", містична «Оленка та Іванко» С. Брижаня за нар.казкою, козячий мюзикл «Уроки матінки Кози», "Чарівна Жаба" — за народними казками, Різдвяна серія вистав «Різдвяна ніч», «Сімейний Вертеп», «Відлуння» (ідея І. П. Уварової), — за мотивами народного «Вертепу», «Любов до трьох апельсинів» за К. Гоцці, «Лесині листи» — за дитячими листами та поезією Л. Українки, «Тезей і Аріадна» за давньогрецькою міфологією, "Чарівна лампа Ала-Ад-Діна" — за казками "тисяча й однієї ночі", "Той, хто живе на сцені" за А. Лінгренд, «Садок вишневий...», "Т. Шевченко. Спогад" - поетичні вистави за поезіями Т. Шевченка, «Стара Вітряниця» за казкою Вітряк (Ганс Крістіан Андерсен), «Чарівні сніжинки» М. Супоніна, «Казки Ясної Поляни» (за п'єсою Н. Гернет і Т. Гуревич), "Код Буратіно, або що відчиняє Золотий Ключик", «Ніч перед Різдвом» (за повістю М. Гоголя), «Червона Шапочка, або десять пиріжків для Бабусі» за Ш. Перро, казка без слів "Кай і Герда" за казкою Андерсена, "Той, хто живе на сцені" за мотивами А.Лінгренд), «Егле королева вужів» (за поемою С. Неріс), "Рікі-тікі-таві" (за Кіплінгом), "Ослик Мафін і друзі" (за казкою Енн Хогарт), екологічна вистава "Мафін і Сміттюк", "Багач-Бідак" (за казкою Гната Хоткевича "Чи можна грошима річку загатити"), мюзикл "Те-ре-мок!", "Золоторогий Олень" за поемою Дмитра Павличка, "Казки старої шафи" — останній спогад — імпровізація про дитинство, вистави для глядачів від 1 до 3 років "Бейбі — Бумм!", "Ма-ля-Ля-ля" та ін.
Вистави відзначені на багатьох фестивалях в Україні, Польщі, Болгарії, Білорусі, Сербії, Молдові, Росії, Литві, Фінляндії, Австрії, Вірменії, Словаччині, Хорватії.
Автор п'єс, інсценізацій, авторизованих перекладів, які з успіхом йдуть на багатьох сценах театрів ляльок.

## Режисерські роботи в театрі
Хмельницький академічний обласний театр ляльок «Дивень»
- «Сонечко і Сніговички» О.Веселова
- «Червоненька квіточка» Сергія Аксакова[9]
- «Оленка та Іванко» за мотивами народної казки[10][11]
- «Чарівна лампа Аладдіна» [12]
- «Чарівна зброя Кензо» за японськими легендами і п'єсі М. Супоніна [13]
- «Гноми доброї Білосніжки» Г. Усача [14]
- «Тарас» за Б. Стельмахом (20 травня 2000) [15][16]
- «Небезпечна пригода» В.Опанасюка
- «Сто-Один»
- «Мій Дружок»
- «Пан Коцький»
- "Веселі ведмежата" М. Поліванової
- "Казка про Омелька"
- "Кому потрібен Сніговик" В. Лісового
- "Хто живе під ганком" О. Розум
- «Добренький Принц» А. Шмідт [17]
- «Івасик-Телесик» [18]
- «Коло-Бок» [19]
- "Марійка та Ведмідь"
- «Кіт у чоботях» Ш. Перро [20]
- «Лесині листи» поетична фантазія за мотивами дитячих листів Лесі Українки [21]
- «Любов до трьох апельсинів» К. Гоцці [22]
- «Відлуння» за ідеєю Ірини Уварової [23]
- «Русалонька» Г. Андерсена [24]
- «Казка мандрівного Лялькаря» Хенріка Юрковського [25]
- "Ослик" Х.Паукша
- «Слоненя» за мотивами казки Р. Кіплінга [26]
- «Сни про Вінні» по А. Мілну [27]
- "Їжачок - малючок"
- «Троє поросят» [28]
- "Сонячний промінчик" А.Попеску
- «День Веселика і Веселинки»
- «Хом'ячок та північний Вітер» Х. Паукша (вистава присвячена бездомним ляльковим акторам, і всім, хто по своїй природі не може красти, наживатись на інших, для кого ідеал не золотий тілець, не нажива, а «таємнича пліснява на стінах»)[29]
- «Кай і Герда» – за казкою «Снігова королева» Андерсена
- «Тесей і Аріадна»
- «Код Буратіно, або що відкриває Золотий Ключик»
- «Той, хто живе на сцені» за А.Лінгренд
- «Чарівні сніжинки» М. Супонина
- «Яйце» Б.Апрілова
- «Червона Шапочка, або десять пиріжків для Бабусі»
- «Казки старї Шафи»
- "Егле — королева вужів" С. Неріс
- "Рікі-тікі-таві"
- "Маленька Чарівниця"
- "Ослик Мафін і його друзі" за Енн Хогарт
- "Як Півник Сонечко рятував"
- "Т. Шевченко. Спогад "
- "Стара Вітряниця" за Андерсеном
- "Бебі-бумм"
- "Маля-ля-ля"
- "Багач-Бідак" (за Г. Хоткевичем)
- "Чарівна Жаба"
- "Нові пригоди трьох поросят"
- "Красуня і Чудовисько"
- "Мафін та Сміття"
- "Те-Ре-Мок!"

Донецький академічний обласний театр ляльок
- «Кіт у чоботях» [30]
- «Аленький цветочек»

Полтавський академічний обласний театр ляльок
- «Пан Коцький» [31]
- «Колобок»
- «Чумацький шлях»
- 2012 — «Уроки матінки Кози» [32][33][34]
- «Кіт у чоботях» [35]

Рівненський академічний обласний театр ляльок
- «Пан Коцький» Павла Гірника і Сергія Брижаня [11]
- М. Супонін "Обережно, Коза"
- М. Шолохов "Лоша"
- Б. Апрілов "Яйце"
- Я. Вільковский "Ведмедик Рімтімті"
- Г. К. Андерсен "Русалочка"
- О. Смик "Полісяночка"
- С.Міхалков "Троє поросят"
- Х. Паукш "Ослик"
- С.Єфремов "Ще раз про Червону Шапочку",
- Н.Гернет "Гусеня",
- «Сонечко і Сніговички», «Чарівні сніжинки» М.Супоніна
- «Кому потрібен Сніговик» В.Лісового
- С.Брижань "Казка про Омелька"
- Г. Хоткевич "Чи можна грошима Річку загатити"
- В. Рабадан "Маленька Фея"
- «Різдвяна ніч» за мотивами народного лялькового вертепу, записаного М. Маркевичем [36]

"Думи мої, думи..." — за поезіями Т.Шевченка".
Театр «Карабаска» (Перм)
- «Ніч перед Різдвом» за М.Гоголем (театральна фантазія за участю Гоголя, Пушкіна і нечистої сили) [37]
  - номінація на Премію «Золота маска» у 2015 році в номінаціях "Кращий спектакль", "Краща робота режисера», «Краща робота художника», «Краща робота актора» (Андрій Тетюрін) [38]
  - Гран-прі X Міжнародного фестивалю камерних театрів ляльок «Московські канікули» (Москва)
  - Премія міста Пермі в галузі культури й мистецтва 2014 роки (Андрій Тетюрін)
  - Учасник I Міжнародного фестивалю театрів ляльок для молоді та дорослих «Маленький принц»
  - Учасник Міжнародного фестивалю театрів ляльок «Оренбургский Арбузнік» (Оренбург)
  - Учасник II регіонального фестивалю російської класики професійних театрів ляльок «Кореневщино» (Липецьк)
  - Учасник IV Міжнародного фестивалю театрів ляльок «Солом'яний жайворонок» (Челябінськ)
  - Учасник фестивалю «Арт-канікули. Театр — дітям» (Перм)
  - Учасник фестивалю «Різдвяний парад» (Санкт-Петербург)
  - Учасник «Фестивалю театрів ляльок країн Співдружності» (Алма-Ата, Казахстан)

Тульський державний театр ляльок
- «Чарівна таємниця зимового лісу»
- «Казка Ясної Поляни» за п'єсою Н. Гернет, Т. Гуревич «Гусеня»

Брестський обласний театр ляльок
- «Золоте курча» травень 1986 р.

## Участь у фестивалях
- ІІ Міжнародний фестиваль театрів ляльок «Інтерлялька» (позаконкурсна програма) – вистава «Хом'ячок та північний Вітер»

## Нагороди й премії
- Заслужений діяч мистецтв України.[3]
- Лауреат премії Кабінету Міністрів України ім. Л. Українки.
- Лауреат премії Національної спілки театральних діячів України ім. В. Клеха (Україна-США) за створення унікальної знакової системи рішення лялькових вистав.
- 2001 Лауреат Хмельницької обласної премії ім. Т.Шевченка.[39]